# 清水基吉

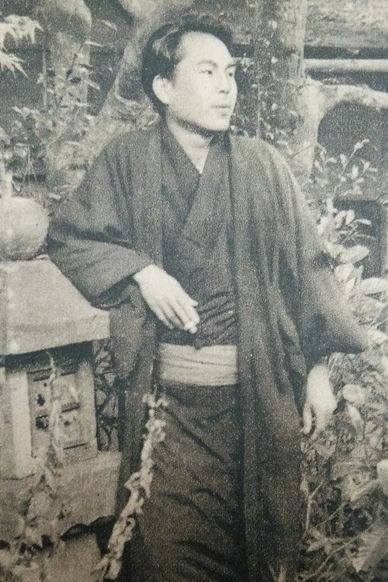
1947年

清水 基吉（しみず もとよし、1918年（大正7年）8月31日 - 2008年3月30日）は、俳人、小説家。本名、清水基嘉（読み同じ）。

## 生涯
現在の東京都渋谷区の宇田川町・道玄坂、港区の青山かいわいに、生まれ育った。1925年（大正14年）、東京府青山師範学校附属小学校（現:東京学芸大学附属世田谷小学校）へ入った。1931年（昭和6年）東京市立第一中学校（現:九段高校）に進むが胸を病んで中退し、1934年16歳、正則英語学校（現:正則学園高等学校）へ転じた。
1938年（昭和13年）から4年近く、各地に転地療養し、その間の1940年横光利一を知り、翌年、句誌『鶴』の主宰者、石田波郷の門に入った。同人誌に参加し、北條誠、巖谷大四、村松定孝らを知った。
1943年（昭和18年）秋、波郷出征のあと、石塚友二と『鶴』を守ったが時局のため1年で休刊した（1946年復刊、1949年休刊、1953年復刊）。
1944年（昭和19年）26歳、小説『雨絃記』と『雁立』を、当時ただ一つ残された同人誌、『日本文学者』6月号と9月号に発表し、『雨絃記』は、昭和19年上半期芥川賞の予選を通過し、『雁立』は、同年下半期の芥川賞を得た。受賞の決定は1945年2月、すでにB-29の空襲が激しい時期であった。64ページに痩せた文藝春秋は、3月号に『雁立』を掲載して、休刊した。
この直後、鎌倉市扇ガ谷に移転し、中山義秀、永井龍男らと交わるようになった。以降、生涯を同市内の諸所に住んだ。
1948年（昭和23年）30歳、句誌『馬酔木』へ復帰した石田波郷に従い、その同人となった。1949年31歳のとき、結婚した。
俳句や小説を、投稿し続けた。
1958年（昭和33年）40歳から、句誌『日矢』を主宰した。1959年 - 1975年電通に勤務した。
1981年（昭和56年）から、里見弴、今日出海、小林秀雄、永井龍男らと鎌倉文学館設立の計画に加わり、1985年（昭和60年）の開館に漕ぎつけ、1991年（平成3年）から2004年（平成16年）まで、第2代館長を務めた。1986年から、神奈川新聞の『神奈川俳壇』の選者であった。
2008年、満90歳を目前に、前立腺ガンにより死去した。

## 著書
- 『雁立』鎌倉文庫（1946）（『竹軒』を含む）
- 『寒蕭々』鶴叢書（1954）
- 『宿命』句集：俳句研究社（1966）
- 『俳句入門』：池田書店（1970）／富士見書房（1987）
- 『冥府』句集：八重洲工房（1972）
- 『虚空の歌』永田書房（1974）
- 『雁立』永田書房（1976）（『情事』『季節の終り』『顛末』『硫黄館』『空白期』『魁兄』『踊子』『妻』）
- 『俳句を始める人のために』池田書店（1978）
- 『俳諧師芭蕉』：学文社（1978）／青蛙房（1999）
- 『遊行』句集：槐書房（1978）
- 『俳句鑑賞とつくり方』池田書店（1979）
- 『石田波郷-人とその作品』永田書房（1980）（村山古郷と共編）
- 『清水基吉集』俳人協会 自註現代俳句シリーズ（1981）
- 『清水基吉全句集』草韻新社
  - 第1巻『寒蕭々』（1981）、第2巻『宿命』（1981）、第3巻『冥府』（1982）、第4巻『遊行』（1982）、第5巻『浮橋』（1982）
- 『歌ありて』日本随筆家協会（1986）
- 『恩寵』句集：かまくら春秋社（1986）
- 『俳句入門』：
- 『俗中の真』永田書房（1987）
- 『俳句と人生』上野書店（1987）
- 『意中の俳人たち』富士見書房（1989）
- 『十日の菊』第七句集：永田書房（1990）
- 『遊山人俳諧自註』紅書房（1993）
- 『川のほとり』永田書房（1993）
- 『花の山』句集：角川書店（1995）
- 『俳句をはじめる人のために』三心堂出版社（1996）
- 『離庵』句集：永田書房（2001）
- 『愛といのちの十七字』里文出版（2005）
- 『清水基吉全句集』日矢俳句同人会（2006）
- 『惜別』（句集）ふらんす堂（2008）